# 34号弗吉尼亚州州道
維吉尼亞州34號公路是為美國維吉尼亞州的一條重要的公路, 但其長度不及其他，僅0.87公里長; 連接維吉尼亞州129號公路和美國國道360。最早建於1942年（現今的路線則是1952年的）